# 京信通信
京信通信（きょうしんつうしん、コンバ・テレコム・システムズ,英文社名 : Comba Telecom Systems Holdings Ltd.）は、中華人民共和国広東省広州市を拠点に、通信設備の製造・販売やソリューション提供を手掛ける会社である。

## 概要
モバイル通信関連の設備やサービスを提供する中堅民営企業の投資持ち株会社。実質筆頭株主の霍東齢主席が1997年に広東省広州市で創業した。2003年に香港証券取引所に上場している。

主な製品は中継器（リピーター）、アンテナ、無線LAN関連製品など。ホテル、住宅、オフィスビル、空港、大型展示施設、地下鉄駅、高速道路、トンネルへの施工実績が多数ある。

広州経済技術開発区に広大な製造工場を所有し、中国本土の通信設備メーカーや携帯電話事業者などに製品やソリューションサービス（設置工事、メンテナンスなど）を提供する。チャイナモバイル、チャイナユニコム、チャイナテレコムが主要顧客。また、海外市場にも積極的に製品を販売している。

中国国内に約30のオフィス、海外に10以上のサービス拠点を展開する他、米国に2つの研究所を置いている。

## 沿革
- 1997年 : 設立。
- 2003年 : 香港証券取引所への上場。